# Hessisches Bergland
Hessisches Bergland  is de naam voor de overwegend in Hessen gelegen, rijk beboste hooglanden tussen het Rijnlands leisteenplateau en de westelijke rand van het Thüringer bekken. Het Hessisches Bergland is zowel onderdeel van de Midden-Europese lage bergen als van de Rijn-Wezerwaterscheiding. Het Hessische Bergland komt overeen met de geologische eenheid van de Hessische inzinking, aangezien geologisch jongere lagen van de Zechstein (een pakket gesteentelagen in de ondergrond) en Buntsandstein (zandsteen) en zelfs jongere rotsen van Muschelkalk (kalksteen) zijn en die lager in de geologische periodes de Jura en het Tertiair bewaard gebleven zijn. 
Het Hessische bergland is geografisch verdeeld in de West-Hessische bergen en valleien en de vulkanische bergen van Oost-Hessen. Terwijl de West-Hessische bergen en valleien in het Hessisches Bergland gesitueerd zijn, gaan de bergen in het oosten van Hessen over naar het gebied van Nedersaksen, Beieren en Thüringen.